# Постійні представники Вірменії при Організації Об'єднаних Націй
Постійний представник Вірменії при Організації Об'єднаних Націй — офіційна посадова особа, яка представляє Вірменії в усіх органах Організації Об'єднаних Націй.

## Вірменія в ООН
Вірменія приєдналася до Організації Об'єднаних Націй 2 березня 1992 року..

## Постійні представники Вірменії при ООН
1. Олександр Арзуманян (1992-1996)[1]
2. Мовсес Абелян (1997-2003)[2]
3. Армен Мартиросян (2003-2009)[3]
4. Карен Назарян (2009-2014)[4]
5. Зограб Мнацаканян (2014-2018)[5]
6. Мгер Маргарян (з 2018)[6]